# Kallima marmorata
Kallima marmorata är en fjärilsart som beskrevs av Hans Fruhstorfer 1912. Kallima marmorata ingår i släktet Kallima och familjen praktfjärilar. Inga underarter finns listade i Catalogue of Life.